# Chionaema maenamii
Chionaema maenamii là một loài bướm đêm thuộc phân họ Arctiinae, họ Erebidae.